# Aleutské pohoří

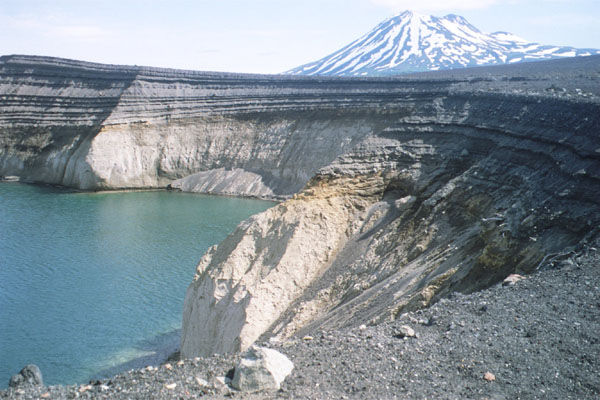
Sopka Peulik a maary Ukinrek

Aleutské pohoří (anglicky Aleutian Range) je hlavní pohoří na Aljašském poloostrově v americkém státě Aljaška.
Táhne se od jezera Chakachamna (130 km západně od Anchorage) až k Aleutskému ostrovu Unimak. Nejsevernější část se označuje jako Chigmit Mountains a na severovýchodě tvoří přechod do Aljašských hor.
Pohoří zahrnuje všechny hory poloostrova, mezi nimiž je mnoho aktivních vulkánů. Pevninská část je téměř 1000 kilometrů dlouhá. Řetěz západně ležících Aleutských ostrovů i podmořských vulkánů, které jsou geologicky částí pohoří, prodlužuje jeho délku o dalších téměř 1600 kilometrů. Oficiálně však označení „Aleutian Range“ zahrnuje jen vrcholy pevninské s horami ostrova Unimak.
Aleutské pohoří se dá rozdělit do tří celků. Od jihozápadu k severovýchodu to jsou:
- hory Aljašského poloostrova a ostrova Unimak
- Chigmit Mountains
- Neacola Mountains

Oblast Aleutského pohoří i Národního parku Katmai je kvůli neexistenci cest a divoké přírodě dostupná jen lodí nebo letecky.

## Sopky
jen výběr
- Mount Redoubt (3108 m) – Chigmit Mountains
- Mount Iliamna (3054 m) – Chigmit Mountains
- Mount Neacola, (2873 m) – Neacola Mountains
- Mount Shishaldin (2857 m) – ostrov Unimak
- Mount Pavlof (2715 m)
- Mount Veniaminof (2508 m)
- Isanotski Peaks (2446 m) – Unimak
- Mount Griggs, (2317+ m)
- Mount Denison (2318 m)
- Mount Douglas (2153 m)
- Mount Chiginagak (2134 m)
- Double Peak (2078 m) – Chigmit Mountains
- Mount Katmai (2047 m)
- Pogromni (2002 m) – Unimak
- Aniakchak (1341 m)
- Novarupta (841 m)